# Ceromya dubia
Ceromya dubia là một loài ruồi trong họ Tachinidae.